# Хортон (филм)
Хортон (енгл. Horton Hears a Who!) је амерички рачунарски-анимирани авантуристичко-хумористички филм из 2008. године базиран на доктор Сусовој истоименој књизи, који продуцира Blue Sky Studios и дистрибуира 20th Century Fox. Филлм су режирали Џими Хејворд и Стив Мартино у свом режисерском дебију, сценарио су написали Кинко Пол и Кен Дерио и главне гласовне улоге тумаче Џим Кери и Стив Карел, као слон Хортон и градоначелник Нед Макдод, заједно са глумцима као што су Керол Бернет, Вил Арнет, Сет Роген, Ајла Фишер и Ејми Полер. Композитор музике филма је Џон Пауел.
Филм је изашао у биоскопе 14. марта 2008. године и зарадио 297 милиона долара преко буџета који износи 85 милиона долара. Хортон је трећа филмска дугометражна адаптација доктора Суса, први потпуно анимирани филм и други филм доктора Суса у ком глуми Џим Кери после филма Како је Гринч украо Божић.
У Србији је премијера филма била 16. марта 2008. године, док је са редовном биоскопском дистрибуцијом наставио од 20. марта 2008. године. Филм је приказан синхронизован на српски језик. Дистрибуцију је радило предузеће Tuck и синхронизацију студио Мириус. Српска синхронизација је објављена на DVD издањима.

## Радња
Филм, као и Сусова књига, представља Хортона, слона пуног маште, који у сићушном зрнцу прашине које лебди кроз ваздух чује пригушене крике за помоћ. Иако Хортон то још увек не зна, то зрнце представља дом читавом граду по имену Хувил, који насељавају микроскопски Хувилци, које предводи градоначелник. Иако га комшије исмевају и прете му, мислећи да је изгубио разум, Хортон је одлучан у намери да сачува ту честицу, пошто „особа је особа, без обзира на то колико је мала.”

## Улоге
| Лик               | Оригинални глас | Српски глас       |
| ----------------- | --------------- | ----------------- |
| Хортон            | Џим Кери        | Борис Миливојевић |
| градоначелник     | Стив Карел      | Никола Булатовић  |
| Кенгурица         | Керол Бернет    | Дара Џокић        |
| Влад              | Вил Арнет       | Дејан Луткић      |
| Сели              | Ејми Полер      | Кристина Ковач    |
| Мортон            | Сет Роген       | Марко Живић       |
| председник савета | Ден Фоглер      | Милош Самолов     |
| др. Мери Лару     | Ајла Фишер      | Маријана Мићић    |
| Јамо              | Ден Фоглер      | Скај Виклер       |
| приповедач        | Чарлс Осгуд     | Драган Вујић      |